# Miramar Rangers AFC
Miramar Rangers AFC – nowozelandzki klub piłkarski z siedzibą w Wellington. Założony w 1907, obecnie występuje w Central Premier League. Dwukrotny zdobywca mistrzostwa Nowej Zelandii w New Zealand National Soccer League.

## Osiągnięcia
- Mistrzostwa Nowej Zelandii (2): 2002 i 2003;
- Zdobywca Chatham Cup (4): 1966, 1992, 2004 i 2010[2];
- Zwycięzca Central Premier League (6): 1997, 2006, 2008, 2011, 2013 i 2014[3].